# Phyllogomphoides joaquini
Phyllogomphoides joaquini är en trollsländeart som beskrevs av Rodrigues 1992. Phyllogomphoides joaquini ingår i släktet Phyllogomphoides och familjen flodtrollsländor. IUCN kategoriserar arten globalt som sårbar. Inga underarter finns listade i Catalogue of Life.